# Taraon
Taraon fou un estat tributari protegit, un dels Jagirs Chaubis dependent de l'agent polític de Baghelkhand (abans de Bundelkhand), amb una superfície de 26 km² i a l'entorn del fort de Taraon, antiga possessió dels rages de Panna. Quan els Jagirs Chaubis es van crear el 1812 el de Taraon va anar a mans de Chaube Gaya Prasad, fill de Gajadhar, quart fill de Ram Kishan. Al final del segle governava Chaube Brij Gopal, que va succeir al seu gemrà Chaturbhuj el 1894. La població el 1901 era de 3.178 habitants repartits en 13 pobles i la superfñicie era de 31 km². La capital Taraon o Tarahuhan, està situada a 24° 59′ N, 80° 57′ E / 24.983°N,80.950°E i el 1901 tenia 670 habitants; no obstant Brij Gopal residia a Pathraundi, a 7 o 8 km al nord-oest de Taraon, amb 444 habitants.